# Iulius Iancu
Iulius Iancu (n. 24 martie 1920, Bacău, Regatul României – d. 3 aprilie 2013, Haifa, Israel) a fost un poet și scriitor evreu de limba română.

## Biografie
Iancu s-a născut în Bacău, Regatul României și a trăit în Haifa, Israel, până la moartea sa. El a învățat Medicină, specializare radiografie.
Iulius Iancu și-a petrecut copilăria pe fundalul tradiției evreiești. A absolvit liceul "Ferdinand I" din Bacău, iar în 1949, Facultatea de Medicină din București. Vreme de 50 de ani a practicat profesia de medic radiolog publicând numeroase studii și articole de specialitate medicală, unele citate în manualele clasice.

## Publicații
Între 1999 și 2004 a publicat, în patru volume, lucrarea "Noi, copiii străzii Leca"  distinsă cu premii și elogiată de o seamă de personalități literare și politice din Israel și din străinătate.
În 2005 a publicat primul volum de versuri "Poeme de amurg", de asemeni apreciat pentru calitățile sale literare.
Din Jurnalul unui PENSIONAR (în engleză: jurnalul unui pensionar, ebraică: מיומנו של פנסיונר), scrisă în 2006.
"Printesa din Harduf" (în engleză: "The Princess of Harduf", ebraică: הנסיכה מהרדוף), o carte despre boala cu care se confruntă Alzheimer. Cartea a fost publicată în limba română de la 2009 și a fost tradus în engleză de către Mariana Zavati Gardner .
Colaborează frecvent la publicații din Israel, România și Canada. Studii asupra lucrărilor sale au apărut în volumele "Scriitor din Țara Sfântă" de Ion Cristofor, "Dicționar neconvențional al scriitorilor evrei de limbâ română" de Alexandru Mirodan, "Medici scriitori și publiciști" de dr. M. Mihailide, "Bacăul literar" de prof. Eugen și "Medici scriitori"  de dr. I. Marton. Dr. Iancu Iulius este membru al Asociației medicilor scriitori din Romănia, al cenacluli literar din Haifa și al cercului cultural Șai Agnon.

## Activitate publicistică
- "Viața noastră", Israel, nr.15/2000
- "Semnalul", din Canada, nr.64/2000
- "Minimum", nr.187/2002;
- "Orient Expres", 5 Dec. 2005;